# Dilek Öcalan
Dilek Öcalan (prononcé [di'lek œʤa'ɫan], née le 3 octobre 1987 dans la province de Şanlıurfa) est une femme politique kurde. Elle est députée du Parti démocratique des peuples depuis 2015.

## Biographie
En 2015, Dilek Öcalan est élue députée de la circonscription de Şanlıurfa lors des élections législatives de juin 2015 et réélue en novembre 2015. Elle devient alors, à 27 ans, la députée la plus jeune de l’assemblée. À ce titre, lors de la première séance de la 25e législature, elle assure la vice-présidence de l'assemblée, avec Deniz Baykal, ancien président du Parti républicain du peuple (CHP) qui assure en tant que doyen la présidence.
Elle est également membre du Parti démocratique des régions (BDP) où elle siège au bureau central à la commission des affaires économiques.
Dilek Öcalan est la nièce d'Abdullah Öcalan, le fondateur du Parti des travailleurs du Kurdistan (PKK). Ce dernier s'est « probablement opposé à sa candidature » aux élections législatives. La présence à la Grande Assemblée nationale de Turquie d'un membre de la famille d'Abdullah Öcalan a soulevé de nombreuses réactions, en partie parce que le règlement intérieur impose que les députés soient appelés par leur seul nom de famille précédé de la formule sayın qui signifie « respecté »,.
Elle est diplômée en tourisme.